# Thomisus modestus
Thomisus modestus är en spindelart som beskrevs av John Blackwall 1870. Thomisus modestus ingår i släktet Thomisus och familjen krabbspindlar.
Artens utbredningsområde är Italien. Inga underarter finns listade i Catalogue of Life.